# Calcium-5′-ribonucleotid
Calcium-5′-ribonucleotid (E 634) ist ein Geschmacksverstärker, der überwiegend in Würzmitteln verwendet wird. Es handelt sich um eine Mischung aus den Calciumsalzen von Inosinmonophosphat und Guanosinmonophosphat.

## Vorkommen
Calcium-5′-ribonucleotid ist in jeder lebenden Zelle vorhanden. Es wird aus natürlichem Zellmaterial gewonnen.
Calcium-5′-ribonucleotid spielt eine wichtige Rolle im Proteinstoffwechsel. Es ist ein Bestandteil der DNA und kommt so in jeder Zelle vor. 

## Zulassung
E 634 ist allgemein zugelassen, mit Ausnahmen bei bestimmten Lebensmittel wie z. B. Milch, Butter, Honig oder Teigwaren. Die zulässige Höchstmenge beträgt 500 mg/kg (berechnet als Guanylsäure); Ausnahme: Würzmittel (quantum satis).

## Sicherheitshinweise
Wie alle purinreichen Verbindungen wird Calcium-5′-ribonucleotid im menschlichen Organismus zu Harnsäure abgebaut. Es kann daher zu einer Einlagerung von Harnsäure kommen. Infolgedessen ist bei einer bereits vorliegenden Harnsäureerkrankung (Gicht) mit weiteren gesundheitlichen Problemen zu rechnen. Gichtpatienten sollten generell purinreiche Lebensmittel meiden.
Als körpereigene Substanz wird Calcium-5′-ribonucleotid generell für gesunde Menschen als gesundheitlich unbedenklich eingestuft. Dies wurde auch in umfangreichen toxikologischen Studien bestätigt.